# Taenaris gorgias
Taenaris gorgias är en fjärilsart som beskrevs av Brooks 1950. Taenaris gorgias ingår i släktet Taenaris och familjen praktfjärilar. Inga underarter finns listade i Catalogue of Life.